# Giuseppina Ronzi de Begnis
Répertoire
- Donna Anna dans Don Giovanni
- Norma

Scènes principales
- Teatro San Carlo de Naples

Giuseppina Ronzi de Begnis (née à Milan le 11 janvier 1800, décédée à Florence le 7 juin 1853) est une soprano italienne qui s'est produite au XIXe siècle, en interprétant surtout des personnages de Gaetano Donizetti.

## Biographie
Elle est la fille de Gaspare Ronzi et de Anna Lafont, et la sœur aînée de Luigi Ronzi. Elle débute à Bologne en 1816, puis se produit également à Gênes, Florence et Bergame. Sa carrière commence vraiment au Théâtre italien de Paris pendant la saison 1819-1820, où elle chante les rôles de Susanna (Le nozze di Figaro), Carolina (Il matrimonio segreto), Rosina (Il barbiere di Siviglia), et Fiorilla (Il turco in Italia), et alors qu'elle se forme avec Pierre Garat.
En 1822, elle se rend à Londres, où elle est couronnée de succès au King's Theatre, en particulier dans La donna del lago et Matilde di Shabran. Elle revient en Italie en 1825, et est engagée au Teatro San Carlo de Naples, où elle continue d'avoir du succès.
Elle est appréciée en particulier dans les rôles de Donna Anna (dans Don Giovanni) au même titre qu'Henriette Sontag, et dans le rôle-titre de Norma en concurrence avec Giuditta Pasta. Elle a créé les rôles de protagonistes de plusieurs œuvres de Donizetti : Fausta (it), Sancia di Castiglia (it), Gemma di Vergy, Buondelmonte (it) et Roberto Devereux. C'est pour elle que Donizetti écrit le rôle de Paolina dans Poliuto, mais la censure en empêcha l'exécution prévue en 1839, et la date de la première fut renvoyée neuf ans plus tard, avec d'autres interprètes.
Elle épouse le basse italien Giuseppe De Begnis (1793-1849) à l'automne 1816, et se retire de la scène peu après la mort de son mari, laissant en héritage une bonne fortune qui revient à Gaetano Fraschini, époux de sa fille Clotilde.

## Caractéristiques de sa voix
Moyennement appréciée à Paris, où elle est regardée comme de second rang, voire décevante, elle s'améliore ensuite pour accéder aux premiers rangs des cantatrices : « Madame Ronzi, que nous avons vue il y a quelques années au second rang de nos cantatrices, est arrivée aujourd'hui au plus haut degré de l'échelle lyrique. Naples retentit encore de ses succès : Madame Ronzi est toujours belle, noble, et elle est devenue dramatique ; sa méthode est large, sa voix puissante et son accentuation énergique. C'est aussi une grande artiste. »

## Interprétations

### Rôles créés
- Le rôle-titre dans Zaira (it) de Mercadante (31 août 1831, Naples)
- Le rôle-titre dans Fausta de Donizetti (12 janvier 1832, Naples)
- Le rôle-titre dans Sancia di Castiglia de Donizetti (4 novembre 1832, Naples)
- Idalide dans Gli Elvezi ossia Corrado di Tochenburgo de Pacini (12 janvier 1833, Naples)
- Imelda dans Fernando Duca di Valenza de Pacini (30 mai 1833, Naples)
- Bianca degli Amidei dans Buondelmonte de Donizetti (18 octobre 1834, Naples)
- Le rôle-titre dans Gemma di Vergy de Donizetti (26 décembre 1834, Milan)
- Le rôle-titre dans Marsa (it) de Coccia (13 juillet 1835, Naples)
- Elisabetta dans Roberto Devereux de Donizetti (29 octobre 1837, Naples)
- Le rôle-titre dans Elena da Feltre (it) de Mercadante (1er janvier 1839, Naples)